# Équipe cycliste Ribble Weldtite
 (août 2022).
L'équipe cycliste Ribble Weldtite est une équipe cycliste britannique, active entre 2017 et 2022. Elle court avec le statut d'équipe continentale de 2019 à 2022.

## Principales victoires
- Grand Prix des Marbriers : 2019 (Damien Clayton)
- Rutland-Melton Cicle Classic : 2022 (Finn Crockett)

## Classements UCI
L'équipe participe aux épreuves des circuits continentaux et en particulier de l'UCI Europe Tour. Les tableaux ci-dessous présentent les classements de l'équipe sur les différents circuits, ainsi que son meilleur coureur au classement individuel.
UCI America Tour
| UCI America Tour | UCI America Tour       | UCI America Tour                          | UCI America Tour |
| Année            | Classement par équipes | Meilleur coureur au classement individuel |                  |
| ---------------- | ---------------------- | ----------------------------------------- | ---------------- |
| 2022             | -                      | Red Walters (63e)                         |                  |
|                  |                        |                                           |                  |
| Source : UCI     |                        |                                           |                  |

UCI Europe Tour
| UCI Europe Tour | UCI Europe Tour        | UCI Europe Tour                           | UCI Europe Tour |
| Année           | Classement par équipes | Meilleur coureur au classement individuel |                 |
| --------------- | ---------------------- | ----------------------------------------- | --------------- |
| 2019            | 72e                    | John Archibald (366e)                     |                 |
| 2022            | 78e                    | Finn Crockett (786e)                      |                 |
|                 |                        |                                           |                 |
| Source : UCI    |                        |                                           |                 |

L'équipe est également classée au Classement mondial UCI qui prend en compte toutes les épreuves UCI et concerne toutes les équipes UCI.
| Classement mondial | Classement mondial     | Classement mondial                        | Classement mondial |
| Année              | Classement par équipes | Meilleur coureur au classement individuel |                    |
| ------------------ | ---------------------- | ----------------------------------------- | ------------------ |
| 2019               | 125e                   | John Archibald (474e)                     |                    |
| 2022               | 128e                   | Red Walters (712e)                        |                    |
|                    |                        |                                           |                    |
| Source : UCI       |                        |                                           |                    |

## Ribble Weldtite Pro Cycling en 2022
| Cycliste         | Date de naissance | Nationalité | Équipe 2021                                  |  |
| ---------------- | ----------------- | ----------- | -------------------------------------------- |  |
| Stuart Balfour   | 13 mai 1997       | Royaume-Uni | Swiss Racing Academy                         |  |
| William Brown    | 26 novembre 1992  | Royaume-Uni | Ribble Weldtite Pro Cycling                  |  |
| Finn Crockett    | 30 juin 1999      | Royaume-Uni |                                              |  |
| Cameron Jeffers  | 30 octobre 1996   | Royaume-Uni | Ribble Weldtite Pro Cycling                  |  |
| Richard Jones    | 30 septembre 1992 | Royaume-Uni | Ribble Weldtite Pro Cycling                  |  |
| Matthew King     | 20 octobre 1995   | Royaume-Uni | EuroCyclingTrips-CMI Pro Cycling Team (2020) |  |
| Zeb Kyffin       | 23 février 1998   | Royaume-Uni | Ribble Weldtite Pro Cycling                  |  |
| Ross Lamb        | 12 octobre 1995   | Royaume-Uni | SwiftCarbon Pro Cycling                      |  |
| Ollie Peckover   | 23 avril 1998     | Royaume-Uni | SwiftCarbon Pro Cycling                      |  |
| Alex Peters      | 31 mars 1994      | Royaume-Uni | SwiftCarbon Pro Cycling                      |  |
| Jack Rees        | 12 mai 1989       | Royaume-Uni | Ribble Weldtite Pro Cycling                  |  |
| Charlie Tanfield | 17 novembre 1996  | Royaume-Uni | Canyon DHB SunGod                            |  |
| Harry Tanfield   | 17 novembre 1994  | Royaume-Uni | Team Qhubeka NextHash                        |  |
| Jacob Tipper     | 2 décembre 1991   | Royaume-Uni | Ribble Weldtite Pro Cycling                  |  |
| Red Walters      | 19 janvier 1999   | Grenade     | Hagens Berman Axeon (Stagiaire)              |  |
| Simon Wilson     | 1er août 1980     | Royaume-Uni | Ribble Weldtite Pro Cycling                  |  |